# Chrysophyllum flexuosum
Chrysophyllum flexuosum là một loài thực vật có hoa trong họ Hồng xiêm. Loài này được Mart. mô tả khoa học đầu tiên năm 1837.